# Soye-en-Septaine
Soye-en-Septaine est une commune française, située dans le département du Cher en région Centre-Val de Loire.

## Géographie

### Climat
Pour des articles plus généraux, voir Climat du Centre-Val de Loire et Climat du Cher.
En 2010, le climat de la commune est de type climat océanique dégradé des plaines du Centre et du Nord, selon une étude du CNRS s'appuyant sur une série de données couvrant la période 1971-2000. En 2020, Météo-France publie une typologie des climats de la France métropolitaine dans laquelle la commune est exposée à un climat océanique altéré et est dans la région climatique  Centre et contreforts nord du Massif Central, caractérisée par un air sec en été et un bon ensoleillement. 
Pour la période 1971-2000, la température annuelle moyenne est de 11,3 °C, avec une amplitude thermique annuelle de 15,8 °C. Le cumul annuel moyen de précipitations est de 769 mm, avec 11,3 jours de précipitations en janvier et 7,7 jours en juillet. Pour la période 1991-2020, la température moyenne annuelle observée sur la station météorologique la plus proche, située sur la commune de Bourges à 10 km à vol d'oiseau, est de 12,1 °C et le cumul annuel moyen de précipitations est de 742,7 mm,. Pour l'avenir, les paramètres climatiques de la commune estimés pour 2050 selon différents scénarios d'émission de gaz à effet de serre sont consultables sur un site dédié publié par Météo-France en novembre 2022.

## Urbanisme

### Typologie
Au 1er janvier 2024, Soye-en-Septaine est catégorisée commune rurale à habitat dispersé, selon la nouvelle grille communale de densité à 7 niveaux définie par l'Insee en 2022.
Elle est située hors unité urbaine. Par ailleurs la commune fait partie de l'aire d'attraction de Bourges, dont elle est une commune de la couronne,. Cette aire, qui regroupe 111 communes, est catégorisée dans les aires de 50 000 à moins de 200 000 habitants,.

### Occupation des sols
L'occupation des sols de la commune, telle qu'elle ressort de la base de données européenne d’occupation biophysique des sols Corine Land Cover (CLC), est marquée par l'importance des forêts et milieux semi-naturels (53,2 % en 2018), une proportion identique à celle de 1990 (53,2 %). La répartition détaillée en 2018 est la suivante : 
terres arables (44,4 %), forêts (36,3 %), milieux à végétation arbustive et/ou herbacée (17 %), zones urbanisées (2,1 %), prairies (0,3 %).
L'évolution de l’occupation des sols de la commune et de ses infrastructures peut être observée sur les différentes représentations cartographiques du territoire : la carte de Cassini (XVIIIe siècle), la carte d'état-major (1820-1866) et les cartes ou photos aériennes de l'IGN pour la période actuelle (1950 à aujourd'hui).

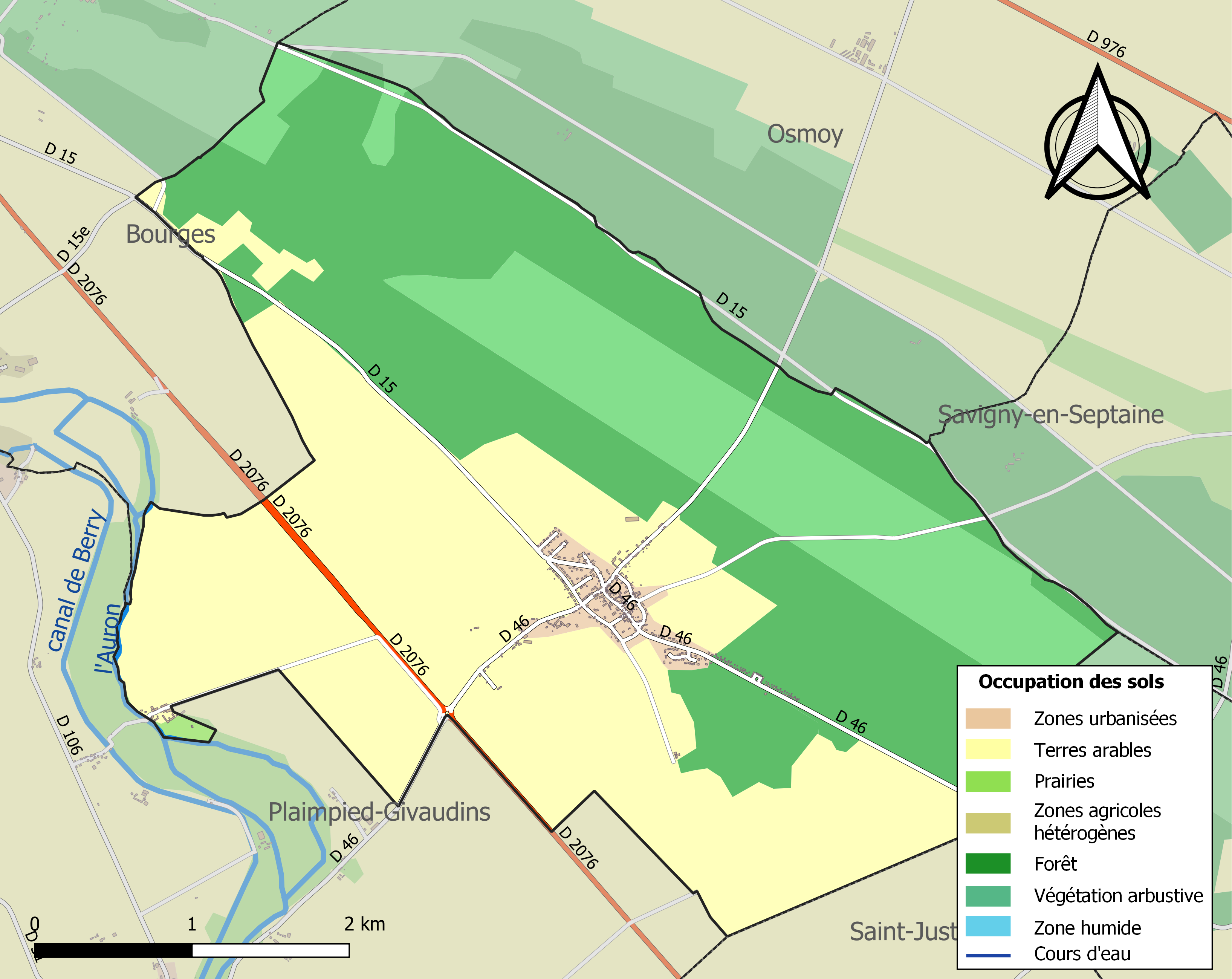
Carte des infrastructures et de l'occupation des sols de la commune en 2018 (CLC).

### Risques majeurs
Le territoire de la commune de Soye-en-Septaine est vulnérable à différents aléas naturels : météorologiques (tempête, orage, neige, grand froid, canicule ou sécheresse), mouvements de terrains et séisme (sismicité faible). Il est également exposé à un risque technologique,  le transport de matières dangereuses. Un site publié par le BRGM permet d'évaluer simplement et rapidement les risques d'un bien localisé soit par son adresse soit par le numéro de sa parcelle.

#### Risques naturels

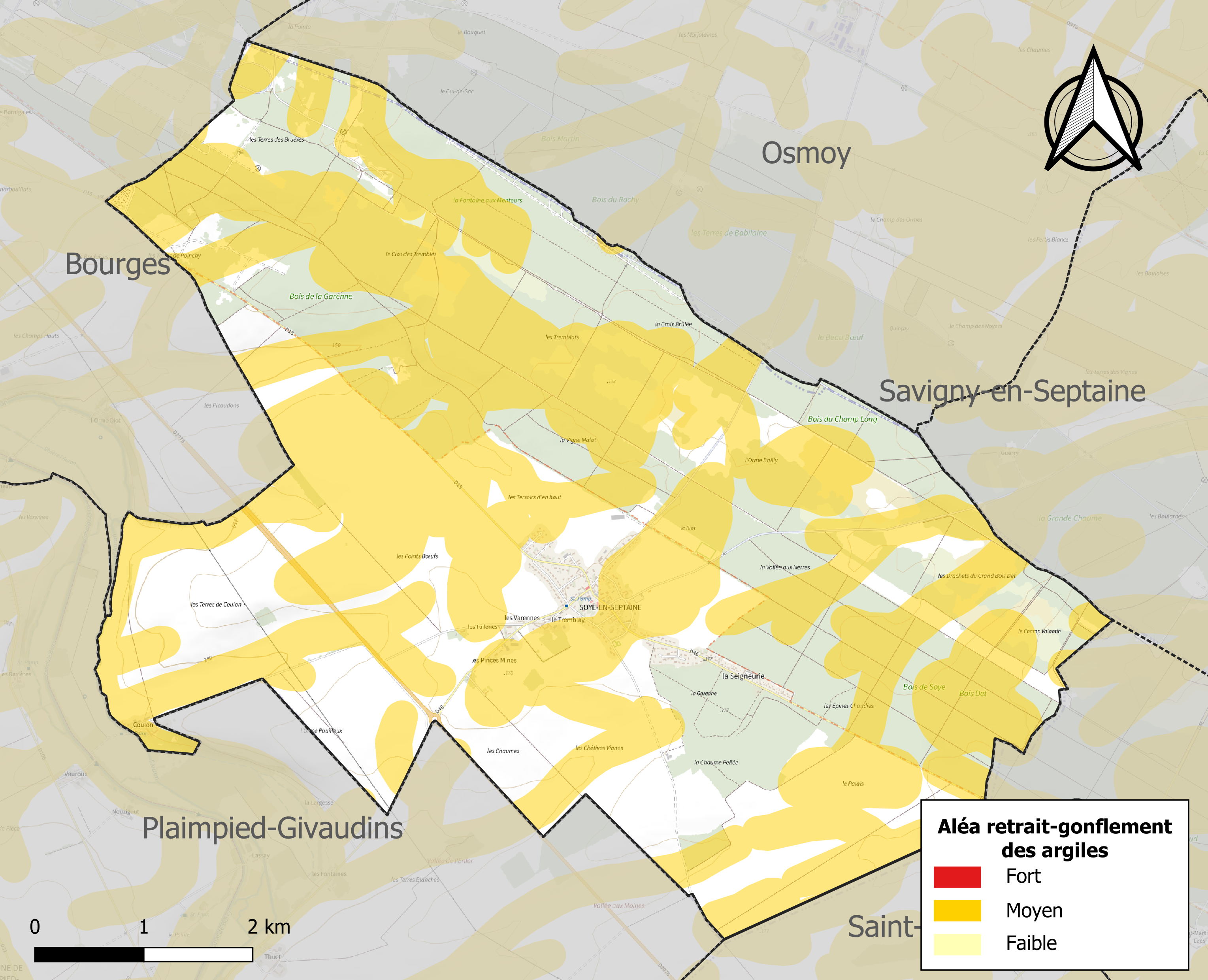
Carte des zones d'aléa retrait-gonflement des sols argileux de Soye-en-Septaine.

La commune est vulnérable au risque de mouvements de terrains constitué principalement du retrait-gonflement des sols argileux. Cet aléa est susceptible d'engendrer des dommages importants aux bâtiments en cas d’alternance de périodes de sécheresse et de pluie. 61,3 % de la superficie communale est en aléa moyen ou fort (90 % au niveau départemental et 48,5 % au niveau national). Sur les 249 bâtiments dénombrés sur la commune en 2019, 94 sont en aléa moyen ou fort, soit 38 %, à comparer aux 83 % au niveau départemental et 54 % au niveau national. Une cartographie de l'exposition du territoire national au retrait gonflement des sols argileux est disponible sur le site du BRGM,.
Concernant les mouvements de terrains, la commune a été reconnue en état de catastrophe naturelle au titre des dommages causés par des mouvements de terrain en 1999.

#### Risques technologiques
Le risque de transport de matières dangereuses sur la commune est lié à sa traversée par des infrastructures routières ou ferroviaires importantes ou la présence d'une canalisation de transport d'hydrocarbures. Un accident se produisant sur de telles infrastructures est en effet susceptible d’avoir des effets graves au bâti ou aux personnes jusqu’à 350 m, selon la nature du matériau transporté. Des dispositions d’urbanisme peuvent être préconisées en conséquence.

## Toponymie
Dans les anciens documents - écrits en latin pendant des siècles - le lieu est désigné sous le nom de Soya.

## Histoire

### Antiquité
Des traces d'occupation humaine - datant des 4 premiers siècles- ont été reconnues sur le territoire de la commune. Des restes d'habitations gallo-romaines ont été identifiées aux lieuxdits suivants: Domaine de Soye, Coulon, le Palais; du mobilier et une monnaie ont été trouvés à Souaire et l'Ermitage.
Depuis les rois carolingiens, la banlieue de l'antique cité devenue Civitas Biturigas ou Biturigum (Bourges) -qui s'étendait sur 26 ou 27 villes à « clochiers » (selon Nicolas de Nicolay) -  était appelée la Septaine de Bourges (dont faisait partie "Soya"). Cette Septaine (ou Septène) assurait la subsistance de la métropole administrative, militaire, religieuse et économique qu'était devenue la lointaine "Avaric". 
Durant la période de la Gaule romaine, après la victoire de Jules César sur les Bituriges Cubes (ou Cubi) puis sur la totalité des Gaulois (peuples) avec la défaite de Vercingétorix au siège d'Alésia, la ville d'Avaric - devenue Avaricum - est reconstruite et embellie de constructions prestigieuses (amphithéâtre ou arènes, thermes monumentaux, temples...). Avaricum voit accroître son influence au IIIe siècle en devenant capitale de la portion de Gaule appelée Aquitaine première et - après l'abandon de la religion romaine au profit du christianisme - siège d'un archevêque "Primat d'Aquitaine"(Primatie).
Les différentes provinces de l'Empire romain étaient reliées par un réseau assez dense de routes (voies romaines). C'est ainsi que partaient en étoile depuis Avaricum diverses voies, en particulier en direction de  la capitale des Gaules (Lugdunum ou Lyon) ; ce grand axe de communication traversait le territoire de SOYE et se dirigeait vers Tinconium (Sancoins), Decetia (Decize), Augustodunum (Autun)...
De même, pour alimenter les thermes, les fontaines publiques d'Avaricum (dont la "fontaine monumentale" retrouvée sous l'ancien palais du duc Jean de Berry), les Gallo-Romains construisirent plusieurs aqueducs dont l'aqueduc de Traslay (qui amenait l'eau depuis une source située sur la commune actuelle de Ourouer-les-Bourdelins). Cet ouvrage d'art enterré traverse le territoire de la commune actuelle de Soye-en-Septaine. (la route N 76 - ou D 2076 - au départ de Bourges suit de près le tracé des deux ouvrages gallo-romains cités ci-dessus').

### Période moderne
Sous l'Ancien Régime, la paroisse dépendait de la très célèbre abbaye de Marmoutier (Tours) fondée aux portes de cette ville par Saint Martin (ie: ce monastère percevait la majeure partie de la dîme versée par les anciens Soyens); mais la cure était à la nomination de l'archevêque de Bourges.
Au XXe siècle, Hugues Lapaire, écrivain et conteur berrichon, né à Sancoins en 1869, cite Soye dans un de ses Noëls berriauds (dont voici quelques extraits) :
« Acoutez les don'chantroler
Les cloches de Soye-en-Septaine
All's nous disont de rassembler
Les gens du bourg  et de la plaine...
A la messe du cossin blanc
J't'y conduirons si t'es bin sage
Et j'te f'rons voir de d'sus nun banc
Naulet adoré par les Mages...
Quand l'vent flubait dans les genêts
Aux tout derniers jours de l'année
L'pus grand des chagnes de la forêt
Y flambait dans nout'cheminée...
En l'hounneur de la Saint' Naissance
Pastouriaux pernons nos ébats
Bayons-nous d'la divertissance
Nout'Saint-Pèr' ne le défend pas! »

### Époque contemporaine
Les 24,26 juillet et 8 août 1944, les nazis commettent trois massacres abominables à la ferme de Guerry.  Il s'agit de la Tragédie des puits de Guerry. 26 hommes, réfugiés juifs d'Alsace-Lorraine, sont jetés un par un vivants le 24 juillet dans un puits et écrasés sous des pierres. Le 8 août, ce sont sept femmes, une jeune fille et trois hommes qui subissent le même sort dans un autre puits. Les corps ont été remontés le 18 octobre,.

## Politique et administration
| Période                                  | Période  | Identité                        | Étiquette | Qualité                             |
| ---------------------------------------- | -------- | ------------------------------- | --------- | ----------------------------------- |
| Les données manquantes sont à compléter. |          |                                 |           |                                     |
| 1919                                     | 1940     | Joseph Massé                    | FR        | Député, conseiller général          |
| 1953                                     | 1972     | Marie-Geneviève Debar-Têtenoire |           |                                     |
| 1975                                     | 1998     | Bernard Crochet                 |           | Agriculteur                         |
| mars 2001                                | mai 2020 | Marie-Françoise Loiseau         |           | Retraitée d'une entreprise publique |
| mai 2020                                 | En cours | Michel Tibayrenc,               |           | Ancien cadre                        |

## Démographie
L'évolution du nombre d'habitants est connue à travers les recensements de la population effectués dans la commune depuis 1793. Pour les communes de moins de 10 000 habitants, une enquête de recensement portant sur toute la population est réalisée tous les cinq ans, les populations de référence des années intermédiaires étant quant à elles estimées par interpolation ou extrapolation. Pour la commune, le premier recensement exhaustif entrant dans le cadre du nouveau dispositif a été réalisé en 2006.

En 2022, la commune comptait 582 habitants, en évolution de +0,17 % par rapport à 2016 (Cher : −2,48 %, France hors Mayotte : +2,11 %).
| 1793 | 1800 | 1806 | 1821 | 1831 | 1836 | 1841 | 1846 | 1851 |
| ---- | ---- | ---- | ---- | ---- | ---- | ---- | ---- | ---- |
| 248  | 157  | 113  | 113  | 215  | 234  | 235  | 253  | 264  |

| 1856 | 1861 | 1866 | 1872 | 1876 | 1881 | 1886 | 1891 | 1896 |
| ---- | ---- | ---- | ---- | ---- | ---- | ---- | ---- | ---- |
| 264  | 290  | 394  | 361  | 335  | 338  | 345  | 336  | 302  |

| 1901 | 1906 | 1911 | 1921 | 1926 | 1931 | 1936 | 1946 | 1954 |
| ---- | ---- | ---- | ---- | ---- | ---- | ---- | ---- | ---- |
| 278  | 305  | 245  | 223  | 209  | 249  | 233  | 202  | 213  |

| 1962 | 1968 | 1975 | 1982 | 1990 | 1999 | 2006 | 2011 | 2016 |
| ---- | ---- | ---- | ---- | ---- | ---- | ---- | ---- | ---- |
| 347  | 442  | 428  | 446  | 475  | 563  | 572  | 580  | 581  |

| 2021 | 2022 | - | - | - | - | - | - | - |
| ---- | ---- | - | - | - | - | - | - | - |
| 589  | 582  | - | - | - | - | - | - | - |

## Culture locale et patrimoine

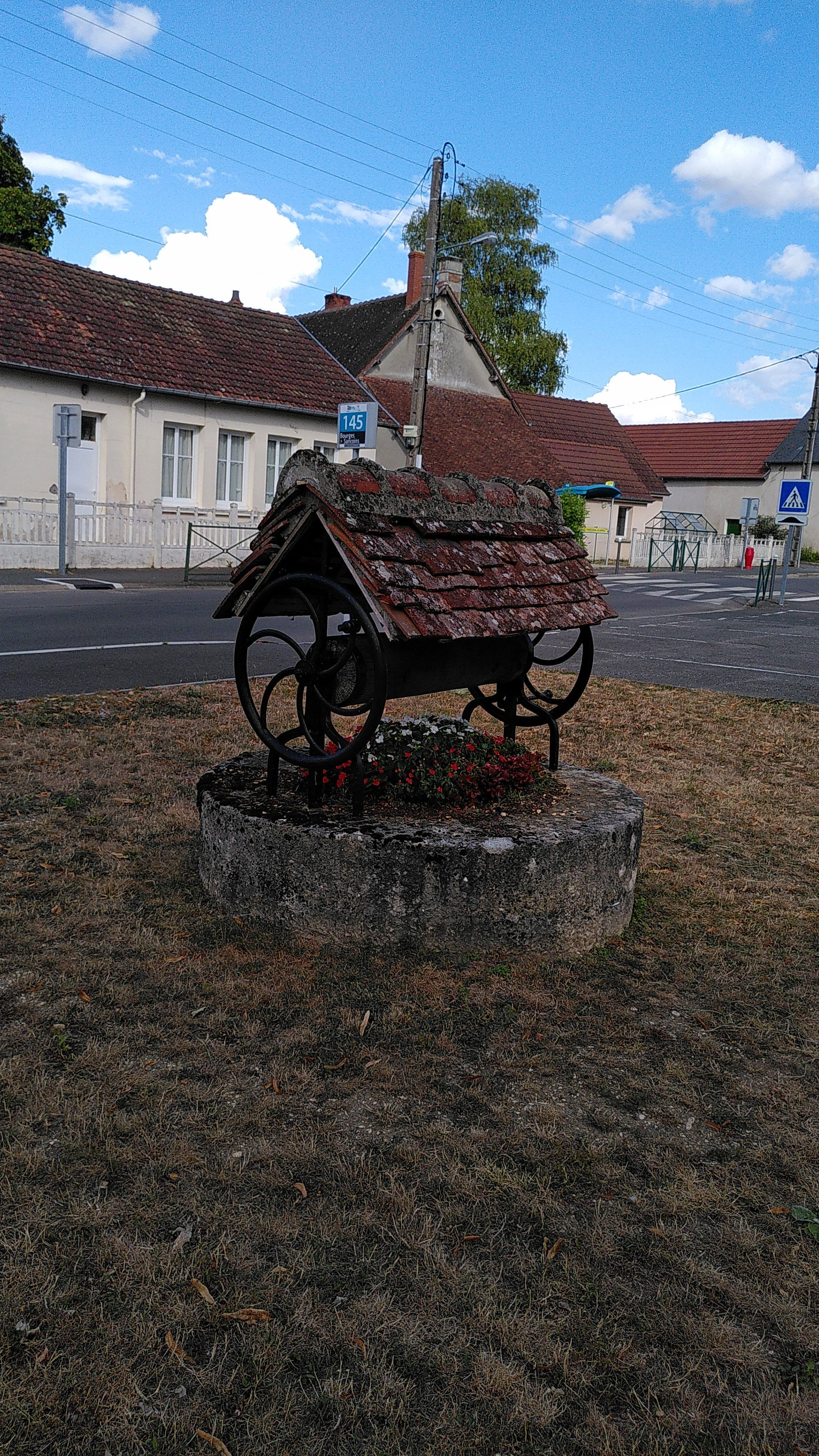
Puits près de l’église de Soye-en-Septaine.

### Lieux et monuments
- L'église Saint-Pardoux datant du milieu XIIe siècle, désaffectée en 1793, l'église de Saint-Pardoux vit son chœur démoli peu après 1793 (Archives départementales du Cher - 1 L 646). La vie paroissiale y disparut jusqu’en 1863. Les fidèles sont alors dans l’obligation d’aller à l'église Saint-Martin de Plaimpied. La paroisse de Soye-en-Septaine est rétablie en juillet 1855 et le 1er conseil de fabrique se réunit. En 1863, décision fut prise de rebâtir une nouvelle église, qui s’acheva en 1870.
- L'église de Notre-Dame-du-Sacré-Cœur, 1863-1870.

### Personnalités liées à la commune
- Joseph Massé (1878-1946), député du Cher, mort sur la commune.
- Charles Krameisen, seul rescapé des massacres des puits de Guerry en 1944
- Marine Laubier, championne de France de décoration sur céramique 2012